# 일산동부경찰서
일산동부경찰서(一山東部警察署, Ilsan Dongbu Police Station)는 경기도북부경찰청이 관할하는 경찰서 중 하나이다. 경기도 고양시 일산동구 일대를 관할한다. 경기도 고양시 일산동구 중앙로 1338 (정발산동)에 위치하고 있다.
서장은 총경으로 보한다.

## 기본 정보
- 주소: 경기도 고양시 일산동구 중앙로 1338
- 우편번호: 10363

## 연혁
- 1999년 12월 28일: 고양경찰서에서 일산구를 관할하는 일산경찰서 신설 (일산구 관할)
- 2005년 5월 16일: 일산구가 일산동구와 일산서구로 분리 됨으로, 관할 구역을 일산구에서 일산동구와 일산서구로 변경 (일산동구, 일산서구 관할)
- 2016년 3월 25일: 경기도지방경찰청이 경기도남부지방경찰청과 경기도북부지방경찰청로 이원화 됨에 따라, 경기도북부지방경찰청 관할로 변경
- 2016년 12월 5일: 일산서부경찰서가 신설되어, 일산서구 지역 업무 이관 및 명칭을 '일산동부경찰서'로 개칭 (일산동구 관할)

## 관할 파출소 및 지구대
일산경찰서는 2개의 지구대와 2개의 파출소를 산하에 두고 있다.
| 명칭       | 사진 | 주소                        | 관할구역             | 치안센터      |
| ---------- | ---- | --------------------------- | -------------------- | ------------- |
| 마두지구대 |      | 일산동구 노루목로 116       | 마두1동, 마두2동     | 마두2치안센터 |
| 백석지구대 |      | 일산동구 장백로 76          | 백석1동, 백석2동     |               |
| 풍사파출소 |      | 일산동구 은행마을로6번길 86 | 식사동, 풍동, 산황동 |               |
| 중산파출소 |      | 일산동구 중산로 220         | 중산동               |               |

## 같이 보기
- 경기도북부지방경찰청